# Salt Peanuts
Salt Peanuts (littéralement en français « cacahuètes salées ») est une composition de Dizzy Gillespie datant de 1943. 
Ce morceau emblématique du style jazz Bebop, crédité en collaboration avec le batteur Kenny Clarke, est devenu un standard de jazz. Il est aussi crédité à Charlie Parker.
Gillespie et Clarke auraient mis au point ce morceau, construit sur la structure harmonique de I Got Rhythm de George Gershwin, pendant une tournée avec Ella Fitzgerald durant l'automne 1941. Gillespie l'a enregistré sur le label Manor Records le 9 janvier 1945.

## Reprises notables
Salt Peanuts a été repris par de nombreux musiciens, dont :
- Miles Davis sur l'album Steamin' with the Miles Davis Quintet (1961). On retrouve également ce morceau sur les bonus de 'Round About Midnight
- Bud Powell sur l'album Bud Plays Bird (1958)
- Joshua Redman sur l'album Joshua Redman (1993)
- Steve Coleman and Five Elements sur l'album Def Trance Beat (Modalities of Rhythm) (1995)
- Stefano Di Battista sur l'album Parker's Mood (2004)